# René Beeh
René Beeh (pronunciación en alemán: /ˈʁɛne be:/], enero de 1886-23 de enero de 1922) fue un dibujante y pintor alsaciano. Gozaba de renombre entre sus contemporáneos, y fue llamado "el genio en ciernes" (das kommende Genie) por el historiador del arte Wilhelm Hausenstein, pero su muerte prematura lo relegó en gran medida al olvido.

## Vida y obra
Entre 1900 y 1905 Beeh estudió en la Escuela de Bellas Artes de Estrasburgo, y después en la Academia de Bellas Artes de Múnich (núm. de matrícula 2936, inscrito el 9 de mayo de 1905), donde fue discípulo de Peter Halm, Hugo von Habermann y Franz von Stuck. En 1910 se trasladó a la Argelia francesa, donde se quedó hasta 1911, y luego viajó por Italia y Provenza. En 1914  publicó una selección de cartas de Argelia junto con 60 dibujos, bajo el título de M'Barka. Malerbriefe aus Algerien mit sechzig Zeichnungen.
Durante la Primera Guerra Mundial el Ejército Imperial Alemán lo enlistó como topógrafo para el Frente Occidental en Bélgica (vanguardia de Ypres) y el norte de Francia. Algunos de sus dibujos de guerra se publicaron en la revista muniquesa Zeit-Echo. Se cree que después de la guerra Beeh, aquejado de depresión, destruyó gran parte de su obra. Murió de una grave influenza estacional a los 36 años de edad.
Beeh formó parte de la Nueva Sezession Muniquesa. También era amigo de varios miembros de la escuela de pintores estrasburgueses Groupe de Mai.
En 1914 Beeh ilustró un libro que celebraba el centenario de Gottfried Keller, y en 1919-1920, la novela Inferno de August Strindberg. También ilustró una edición de 1918 de La araña negra de Jeremias Gotthelf, y colaboró con la Münchner Blätter für Dichtung und Graphik ("Revista muniquesa de poesía y artes gráficas") al lado de Paul Klee, Heinrich Campendonk y Alfred Kubin.

### La Révolution
La obra más ambiciosa que sobrevive de Beeh es el cuadro de gran formato La Révolution (óleo sobre tela, 120.5 x 156.5 cm, pintado en 1918-1919), una sombría representación de los hechos ocurridos en Estrasburgo en noviembre de 1918 (la proclamación de la República Soviética de Alsacia-Lorena) que utiliza sólo matices, luces y sombras de ocre y café. El cuadro muestra un grupo pequeño de hombres vistos muy de cerca, armados de fusiles y a punto de atacar; pero en vez de dirigirse hacia el observador, miran fijamente a un hombre con ropa de trabajo, que está sentado inmóvil con expresión inescrutable. La acción parece congelada y el tiempo suspendido en el momento mismo de estallar la violencia.

## La posteridad
En 2008, el Musée historique de Haguenau organizó una exposición de la obra de Beeh, la primera en Francia desde su muerte prematura hacía 86 años. Desde el 1 de enero de 2016 el Musée d'Art moderne et contemporain de Strasbourg posee 98 obras suyas: 54 estampas, 36 dibujos y ocho pinturas, entre ellos, dos autorretratos, un retrato de su padre y su hermana, y La Révolution. El Museo de Arte del Condado de Los Ángeles  posee 83 obras de Beeh, entre dibujos y estampas, y el Museo de Arte Moderno de Nueva York 27 obras, también dibujos y estampas.

## Galería

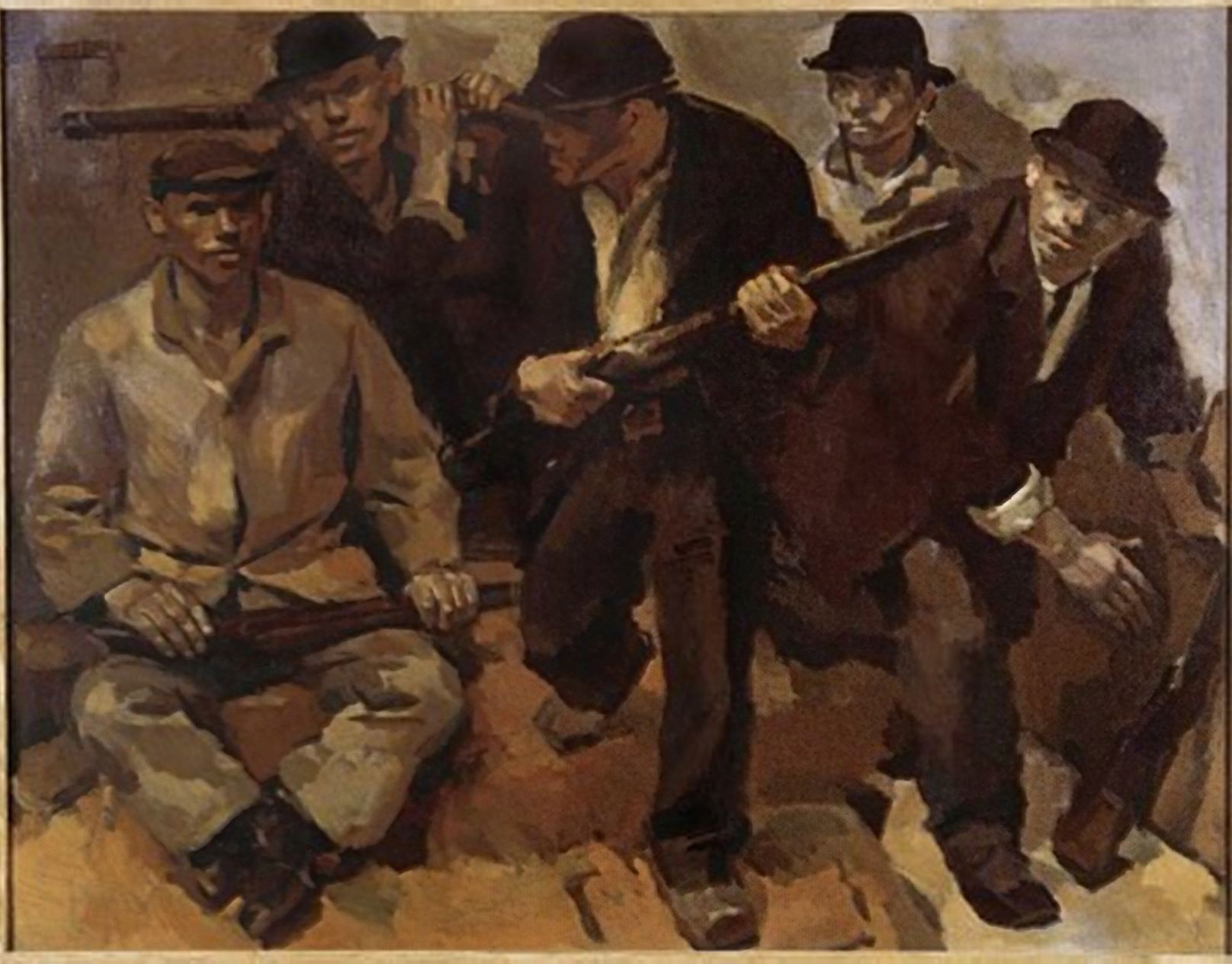
La revolución (1918–1919)
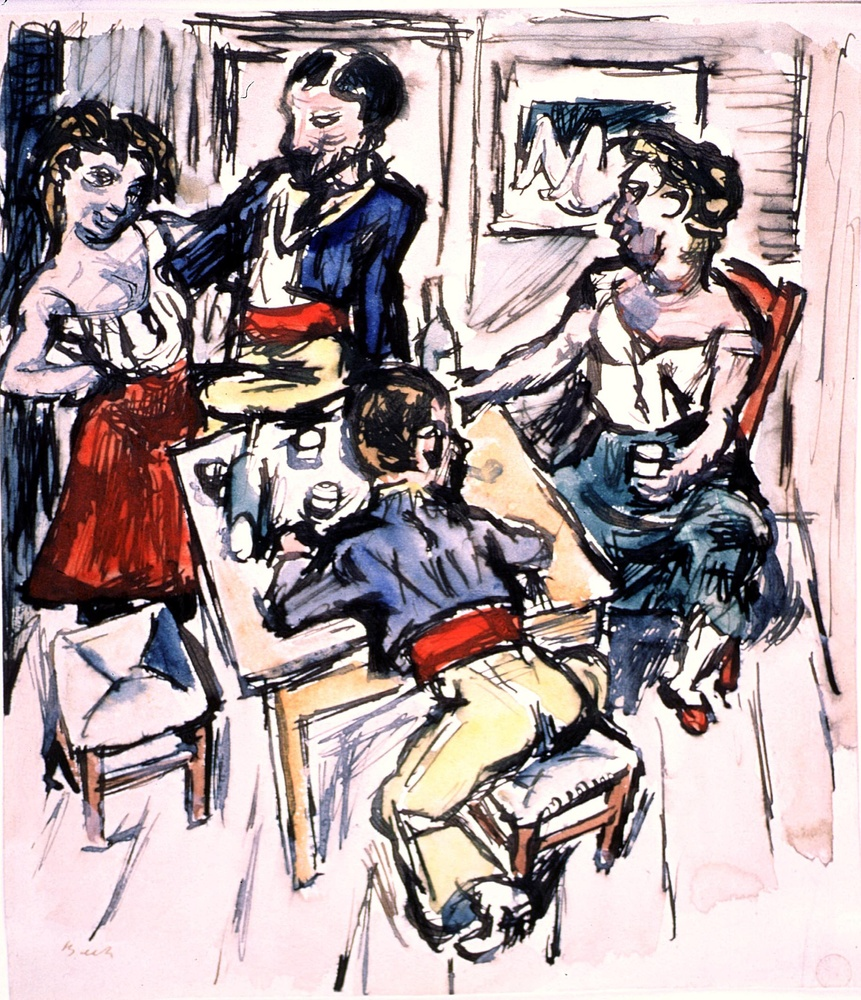
Escena en un burdel de Argelia (1915)
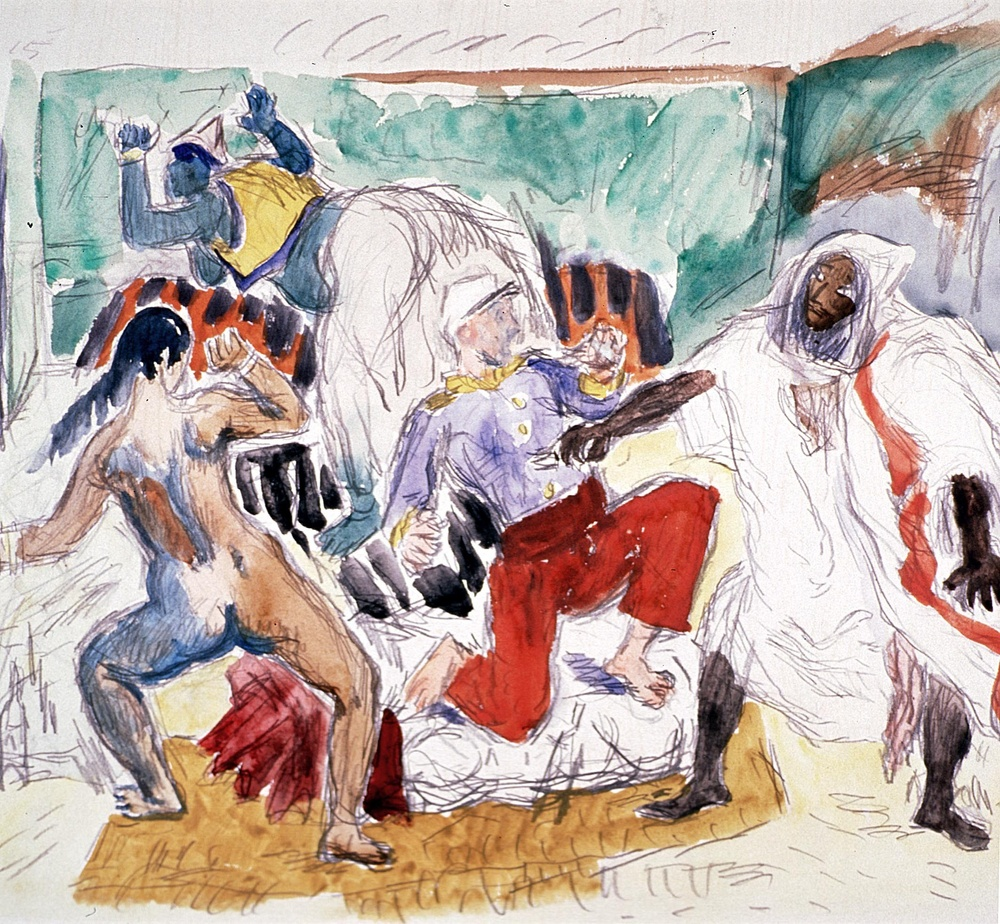
Soldado de la Legión Extranjera Francesa apuñalado por un argelino (1915)
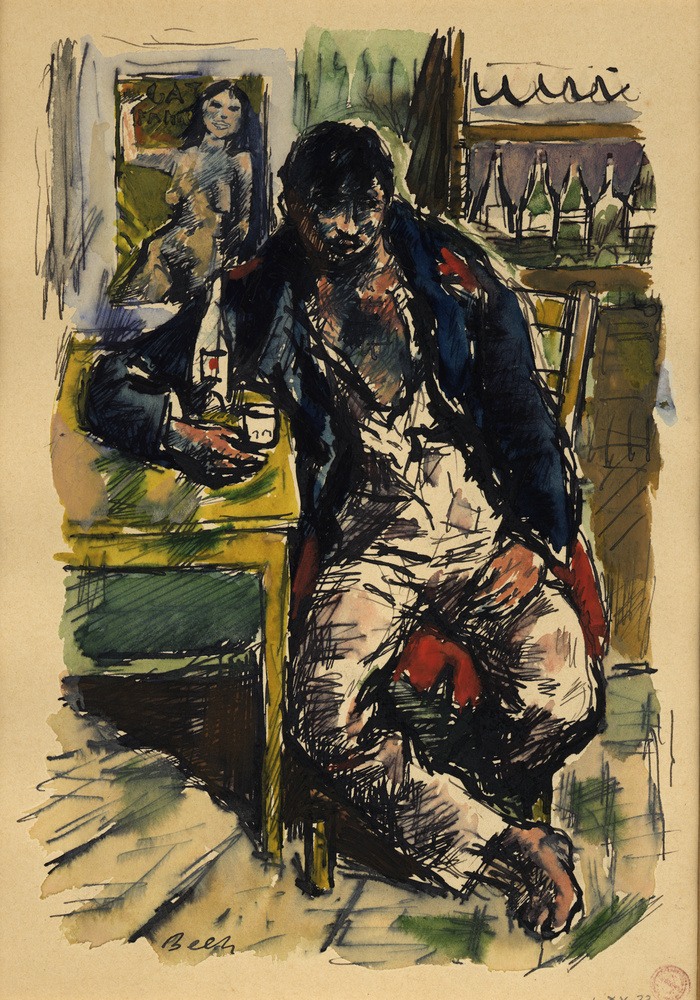
Hombre sentado en un bar (antes de 1922)
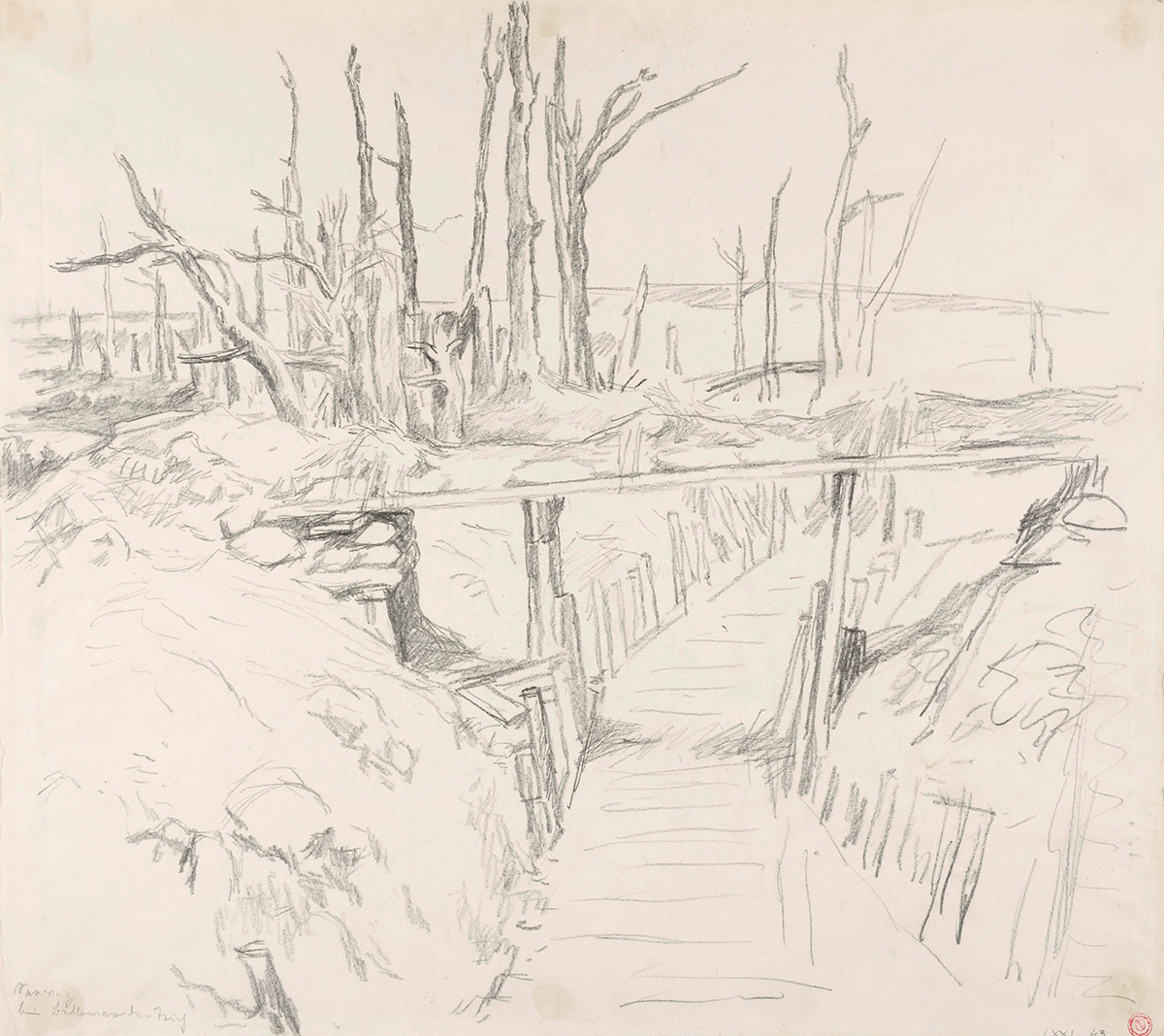
Trinchera (entre 1915 y 1918)
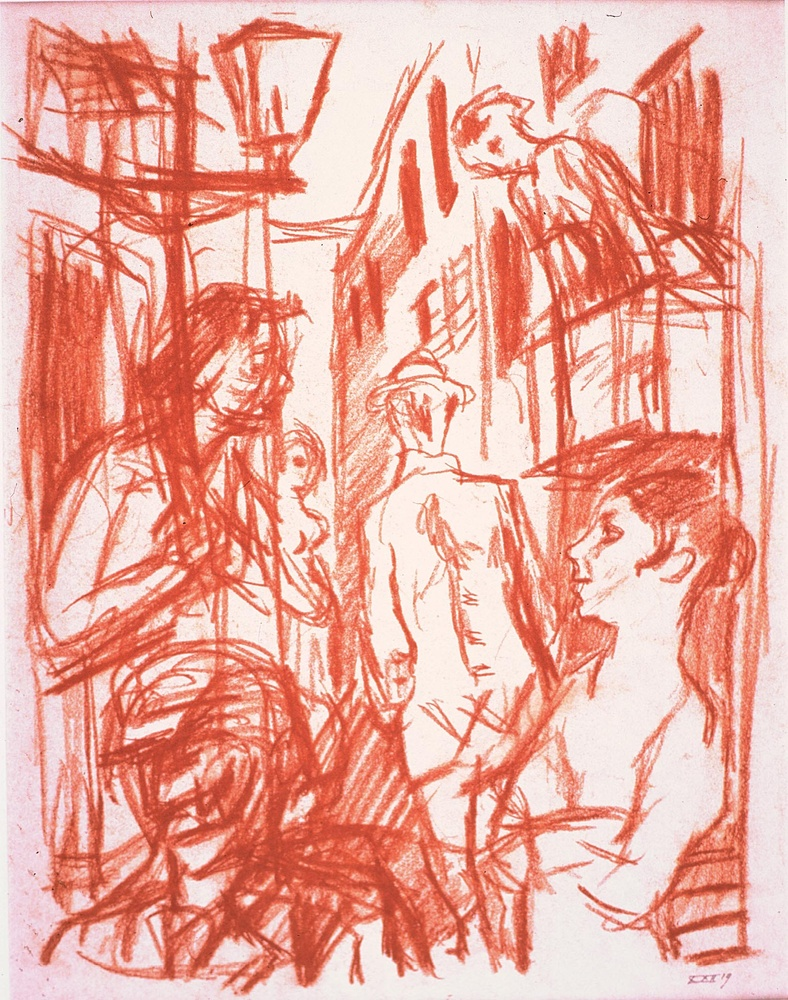
Callejón sin salida (proyecto para Inferno de Strindberg, 1919)